# Kwinten Clappaert
Kwinten Clappaert (Gent, 6 december 1988) is een Belgische voetballer die bij voorkeur als middenvelder speelt.

## Biografie
Clappaert werd in 1998 opgenomen in de jeugdopleiding van Lokeren en debuteerde in februari 2006 op zeventienjarige leeftijd in het eerste, op dat moment actief in de Eerste klasse. Die dag verloor hij met de club thuis van Sint-Truidense VV. Clappaert sloot zich voor het voetbalseizoen 2010-2011 aan bij HSV Hoek.

## Trivia
Clappaert studeerde van 2006 tot en met 2012 voor industrieel ingenieur aan de KaHo Sint-Lieven in Gent.